# Velika nagrada Velike Britanije 1949
Velika nagrada Velike Britanije 1949 je bila prva neprvenstvena dirka Grandes Épreuves v sezoni Velikih nagrad 1949. Odvijala se je 14. maja 1949 na dirkališču Silverstone Circuit.

## Rezultati
| Poz | Dirkač                             | Dirkalnik         | Krogi | Čas/Odstop | Št. m |
| --- | ---------------------------------- | ----------------- | ----- | ---------- | ----- |
| 1   | Emmanuel de Graffenried            | Maserati 4CLT     | 100   | 3:52:50.2  | 4     |
| 2   | Bob Gerard                         | ERA B             | 100   | 3:53:55.4  | 5     |
| 3   | Louis Rosier                       | Talbot-Lago T26C  | 99    | +1 krog    | 20    |
| 4   | David Hampshire Billy Cotton       | ERA A             | 99    | +1 krog    | 10    |
| 5   | Philippe Étancelin                 | Talbot-Lago T26C  | 97    | +3 krogi   | 8     |
| 6   | Fred Ashmore                       | Maserati 4CLT     | 97    | +3 krogi   | 17    |
| 7   | George Abecassis                   | Alta GP           | 96    | +4 krogi   | 12    |
| 8   | Dudley Folland Peter Whitehead     | Ferrari 125       | 95    | +5 krogov  | 14    |
| 9   | Brian Shawe-Taylor Geoffrey Ansell | ERA B             | 94    | +6 krogov  | 13    |
| 10  | Johnny Claes                       | Talbot-Lago T26C  | 92    | +8 krogov  | 18    |
| 11  | Duncan Hamilton Philip Parker      | Maserati 6CM      | 92    | +8 krogov  | 22    |
| Ods | Raymond Mays Ken Richardson        | Ferrari 125       | 81    |            | 19    |
| Ods | Reg Parnell                        | Maserati 4CLT     | 69    |            | 6     |
| Ods | Roy Salvadori                      | Maserati 4CL      | 65    |            | 23    |
| Ods | David Murray                       | Maserati 4CL      | 64    |            | 25    |
| Ods | John Bolster                       | ERA B             | 52    |            | 16    |
| Ods | Peter Walker                       | ERA B             | 50    |            | 3     |
| Ods | Princ Bira                         | Maserati 4CLT     | 47    |            | 2     |
| Ods | Louis Chiron                       | Talbot-Lago T26C  | 41    |            | 15    |
| Ods | Yves Giraud-Cabantous              | Talbot-Lago T26C  | 39    |            | 11    |
| Ods | Anthony Baring                     | Maserati 4CM      | 38    |            | 21    |
| Ods | Luigi Villoresi                    | Maserati 4CLT     | 36    |            | 1     |
| Ods | Cuth Harrison                      | ERA B             | 25    |            | 9     |
| Ods | George Nixon                       | ERA A             | 16    |            | 24    |
| Ods | Tony Rolt                          | Aitken-Alfa Romeo | 15    |            | 7     |